# Липно (Брестская область)
Ли́пно или Ли́пна (бел. Лі́пна, бел. Ле́пна) — деревня в составе Войского сельсовета Каменецкого района Брестской области Белоруссии.

## Этимология
В основе топонима «Липна», который В. А. Жучкевич приводит в качестве названия деревни, лежит название древесной породы липы.

## Географическое положение
Липно расположено в 12 км на юго-запад от Каменца, 51 км от Бреста и в 25 км от ж/д станции Лищицы (линия Брест — Белосток). Через деревню пролегает автодорога Каменец — Ратайчицы.

## История
В середине XIX века деревня входила в государственные владения и относилась к Каменец-Литовской волости Брестского уезда Гродненской губернии. Согласно переписи 1897 года, сосуществовали деревня Липно и одноимённый выселок, упоминается хлебозапасный магазин. В 1921—1939 годах деревня, будучи в составе Польши, относилась к Каменец-Литовской гмине Брестского повета Полесского воеводства. 12 октября 1940 года Липно вошло в состав Николаевского сельсовета Каменецкого района Брестской области.
Во время Великой Отечественной войны Липно подверглось немецко-фашистской оккупации, во время которой в июле 1944 года было сожжено 66 дворов. На фронтах во время Второй мировой войны погибли 11 жителей
В 1948 году деревенская начальная школа насчитывала 49 учеников. В 1950 году уже действовал колхоз «Новая жизнь». 16 июля 1954 года Лиино вошло в состав Ратайчицкого сельсовета. С 14 апреля 1964 года деревня стала относиться к Каменецкому сельсовету, с 19 мая 1986 года — уже к Войскому сельсовету. В то же время была включена в состав колхоза имени Ленина.
По данным 2007 года, Липно находилось в составе коллективного крестьянского объединения «Колос». В деревне действует магазин.
Лиино является родиной белорусского художника В. М. Соболевского.

## Население
- 1857 год — 259 ревизских душ[2]
- 1897 год — 389 человек, 54 двора (деревня) и 14 человек, 2 двора (выселок)[2]
- 1905 год — 453 человека[2]
- 1923 год — 193 человека, 47 дворов[2]
- 1950 год — 274 человека, 68 дворов[2]
- 1960 год — 294 человека[2]
- 2005 год — 116 человек, 55 хозяйств[2]
- 2019 год — 55 человек[1]

## Комментарии
1. ↑  Название и ударение даны по: Назвы населеных пунктаў Рэспублікі Беларусь : Брэсцкая вобласць: нарматыўны даведнік / І. А. Гапоненка і інш.; пад рэд. В. П. Лемцюговай. — Минск: Тэхналогія, 2010. — С. 164—165, 178. — 318 с. — ISBN 978-985-458-198-9..